# بخش سیجوال
بخش سیجوال یکی از بخش‌های شهرستان ترکمن در استان گلستان ایران است.

## جمعیت
براساس سرشماری مرکز آمار ایران در سال ۱۳۹۰، جمعیت بخش سیجوال ۱۲۴۳۳ نفر بوده‌است.

## تقسیمات کشوری
بخش سیجوال از دو دهستان تشکیل شده‌است:
- دهستان قره سو غربی
- دهستان قره سو شرقی